# Eberhard av Bayern
Eberhard av Bayern, född 912, död efter 938, var regerande hertig av Bayern från 937 till 938. 